# Véronique Ginouvès
Pour les articles homonymes, voir Ginouvès.
Véronique Ginouvès, née le 11 octobre 1961 à Marseille, est une archiviste de la Maison méditerranéenne des sciences de l'homme (MMSH) à Aix-en-Provence. Ingénieure de recherche hors classe, elle obtient la médaille de cristal du CNRS en 2016.

## Activités
Véronique Ginouvès dirige la phonothèque de la MMSH entre 1997 et 2021 puis à partir de septembre 2021, le secteur des archives de la recherche de la médiathèque SHS (où la phonothèque a été intégrée). Elle codirige avec Maryline Crivello, PU AMU, le Pôle image-son, pratiques numériques en SHS créé en 1997. Depuis 2015, elle est responsable pédagogique de l'axe « Médiations de l'histoire et humanités numériques » au sein du Master « Métier des archives et des bibliothèques, Médiations de l'histoire et humanités numériques ».
Elle anime et participe aux projets de réseaux nationaux et internationaux tels que :
- Le projet labellisé par Digital Research Infrastructure for the Arts and Humanities (DARIAH)[3] sur les questions éthiques et juridiques pour la diffusion des données en sciences humaines et sociales.
- Le programme Europeana Sounds[4] (février 2014 - janvier 2017), financé par la commission européenne et porté par la British Library.
- Les programmes Agence nationale de la recherche (ANR) Colosturm[5], Histinéraires[6], Polyvocal Interpretations of Contested Colonial Past (PICCH)[7][source insuffisante].
- Le programme européen Preservation and Promotion of the Heritage Archives of Tanzania: the African Liberation Heritage Archives (TAHAP) pour la partie formation à la numérisation et au traitement des archives sonores, coordonné d'abord par COPEIA - Arles Conservation du Patrimoine Écrit[8] puis par l'UNESCO - Bureau de Dar el Salaam.

Elle a participé à différentes formations et séminaires dans différents pays :
- En Amérique Latine, elle travaille avec un réseau d'archivistes sur le thème « La salvaguardia de los archivos sonoros etnográficos : de la catalogación a la digitalización » with the Censo y valoración de los Archivos Sonoros y Audiovisuales Etnográficos inéditos grabados en los paises andinos (CASAE)[9], Bolivia (2005, 2008), Peru (2006), Colombia (2007, 2010, 2011). À partir de 2016, elle travaille avec l'université nationale autonome du Mexique (UNAM) sur l'archivage, le traitement et la dissémination des archives sonores et publie en collaboration avec Perla Olivia Rodríguez Reséndiz, professeure de bibliothéconomie à l'Université nationale autonome du Mexique (UNAM), un manuel en libre-accès est édité sous le titre De la grabación en campo a la preservación : Buenas prácticas de documentación sonora para centros de investigación (décembre 2021)[10].
- « Training on safeguarding and promoting unpublished sound archives », National Archives and Library of Ethiopia (en) (NALE), 21 mai 2007, Addis-Abeba, Éthiopie pour l'UNESCO.

En novembre 2023, elle fait partie des professeures invitées à l'université fédérale du Minas Gerais.
Elle est secrétaire de rédaction de la revue Sonorités. Le bulletin de l'AFAS pour l'Association française des détenteurs de documents sonores et audiovisuels (AFAS).
Animatrice des Carnets de recherche de la Phonothèque, elle collabore aussi aux blogs du Pôle image, son, recherches en SHS et sur les Questions d'éthique et de droit, elle est partie prenante de la plateforme Transcrire dans le cadre du Consortium des ethnologues, de la Très Grande Infrastructure de recherche (TGIR) Huma-Num, qui propose à chacun (scientifiques comme publics amateurs) de contribuer à la transcription, la vérification et la correction de documents manuscrits numérisés par les bibliothèques partenaires du Consortium et issus de fonds d’archives de chercheurs en sciences humaines et sociales.

## Distinctions
- Médaille de Cristal du CNRS en 2016 ;
- Chevalier de l'ordre national du mérite en 2017.

## Publications
Véronique Ginouvès publie des articles dans des revues, donné des communications dans des congrès et écrit des ouvrages en collaboration ; ses publications sont accessibles en libre accès sur la plateforme HAL-SHS.